# 坎大哈县
坎大哈县，阿富汗坎大哈省的一个县，西邻潘杰瓦伊县，北临阿尔甘达卜县，东北邻沙瓦里克特县，东南邻达曼县。总人口468,200 (2006年) 。行政中心位于坎大哈市。